# Pintor de Hipólito

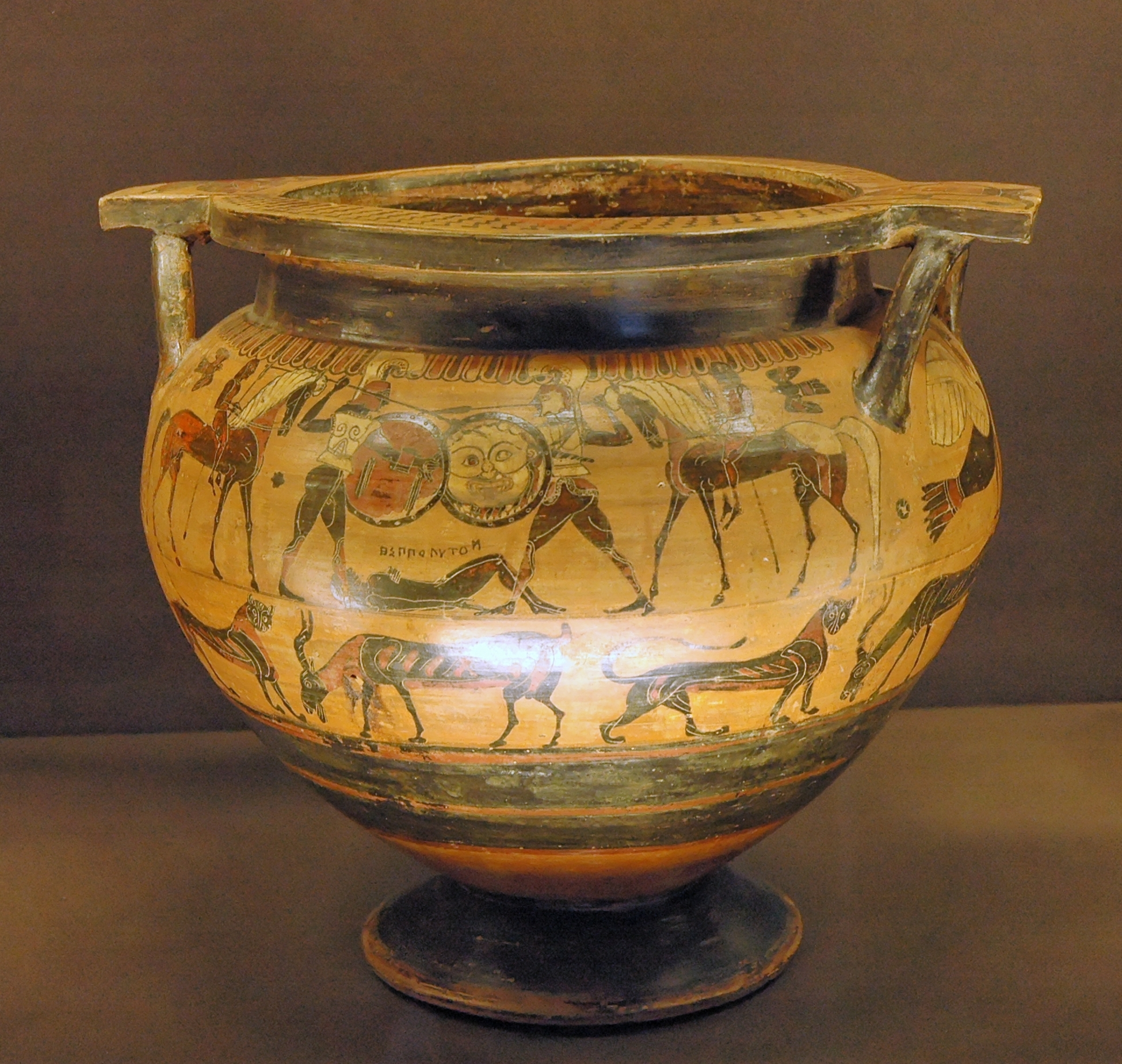
Vaso epónimo del Pintor de Hipólito.

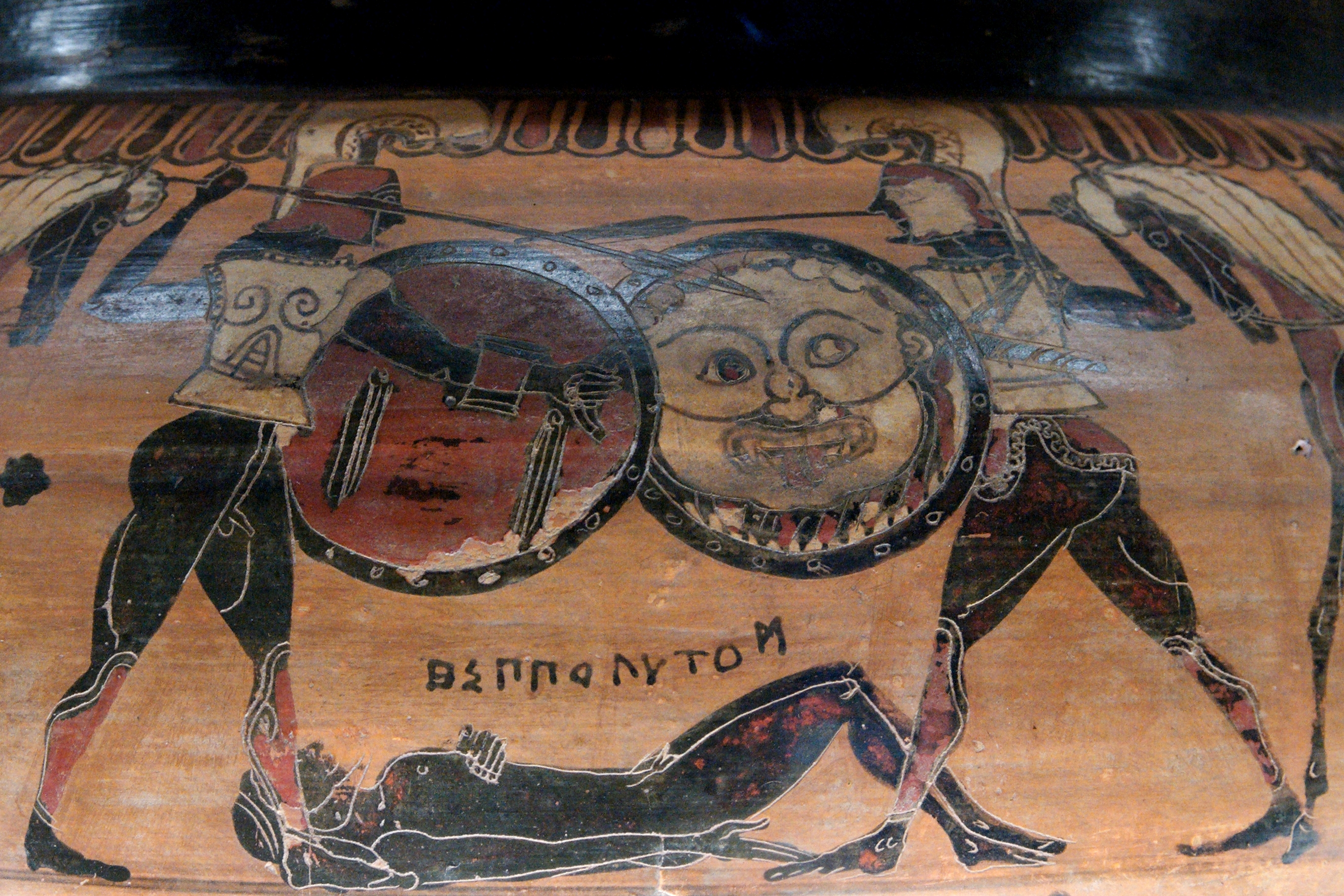
Detalle del vaso epónimo.

Pintor de Hipólito o Pintor de la crátera de Hipólito es el nombre de un pintor de vasos de figuras negras de la época tardía de la cerámica corintia de figuras negras, que estuvo activo desde el año 575 hasta después del 550 a. C.
Es característico de su pintura el uso de adornos de palmetas de loto blancas y cisnes en el cuello de los vasos, representaciones de jinetes en el friso, a menudo flanqueando a dos hombres barbudos con lanzas, y sirenas o grifos debajo del friso principal. Los vasos atribuidos con certeza al Pintor de Hipólito son exclusivamente cráteras de columnas.
Debe su nombre al vaso epónimo del Museo del Louvre, en el que se representa una batalla sobre el caído Hipólito. A diferencia de las otras figuras, esta lleva inscrito el nombre en el vaso (ͱιππόλυτος). 
Ocasionalmente, también se le atribuyen ánforas, olpes y un enócoe o, al menos, se localizan estilísticamente en su entorno. Jack L. Benson, que lo llamó «Pintor de la crátera de Hipólito», le asigna algunas ánforas del Grupo del caballo blanco, que Darrell A. Amyx, sin embargo, sitúa en el entorno del Pintor de Hipólito.